# Елькін Марк Веніамінович
Елькін Марк Веніамінович — І-й проректор Мелітопольського державного педагогічного університету імені Богдана Хмельницького з 2000-2010 рр. Завідувач кафедри педагогіки і педагогічної майстерності Мелітопольського державного педагогічного імені Богдана Хмельницького з 2005 року.

## Біографія / Ранні роки
Народився 10 липня 1950 в місті Івано-Франківську в сім'ї вчителя і лікаря . У 1972 р. закінчив з відзнакою Мелітопольський державний педагогічний інститут за спеціальністю «вчитель географії та біології».
У цьому ж році почав викладати географію в Біленьківській середній школі Запорізької області. У 1973 р. приступив до педагогічної діяльності на посаді вчителя географії Мелітопольської 8-річної школи № 9.
З 1974 р. поєднує роботу шкільного вчителя з викладацькою роботою в Мелітопольському педагогічному університеті. Вчитель-методист з 1982 р.
Пропрацювавши 13 років вчителем географії в мелітопольської СШ № 15.
У 1982 р. було присвоєно Почесне звання «вчитель-методист».
У 1984 р. видавництво «Просвещение» книгою Елькіна М. В. «Уроки географи» відкрило серію «Методика преподавания географии». Вона була рекомендована Головним управлінням шкіл Міністерства просвіти СРСР усім вчителям країни.
У 1987 р. Марк Веніамінович був призначений завідувачем методичним кабінетом міського відділу освіти м. Мелітополя.
З 1988 р. шість років очолював Мелітопольську СШ № 7. Потім з 1994 по 1999 р. — директор створеної ним школи-комплексу № 9.
У 1999 р. став доцентом кафедри економічної і соціальної географії, проректором з впровадження сучасних педагогічних технологій Мелітопольського державного педагогічного університету, редактором університетської газети «Інтелект».
У 2000 р. призначений на посаду проректора з навчальної роботи, а потім І-го проректора, в 2002 р. — завідувачем кафедри педагогіки, а з 2005 р. — кафедри педагогіки і педагогічної майстерності.
Помер 19 травня 2022 року у місті Мелітополь.

## Досягнення
З 1999 року Марк Веніамінович — член-кореспондент Української Академії Наук Національного Прогресу.
Нагороджений знаком «Відмінник народної освіти» (1980), орденом «Знак Пошани» (1986), Подякою Президента України (1999), Почесною грамотою Верховної Ради України (2003), Почесною грамотою Верховної Ради України (2003), знаком «Антон Макаренко» (2007), Подякою прим'єр міністра України (2010).
Удостоєний звання «учитель-методист» (1987), "Заслужений працівник освіти України (2008)
Переможець першої міської акції «Людина року» в номінації «Вчитель року» (1998).
У 2005 році захистив кандидатську дисертацію за темою «Формування професійної компетентності майбутнього вчителя географії засобами проектної діяльності».
У 2013 році присвоєно звання професора кафедри педагогіки і педагогічної майстерності.

## Основні праці
Загалом більша 100 праць, серед яких підручники, посібники, монографії, статті у фахових та зарубіжних виданнях Канади, Англії, Угорщини, Польщі, Росії та ін.. Основні з них: 
- Уроки географии (9 класс). Из опыта работы: учебник. — Москва: Просвещение, 1984. — 143 с.
- Интернет: социоантропологический аспект. — Москва — Мелитополь: «Скрипторий», 2002. — 120 с.
- Управління сучасним навчальним закладом: словник-довідник: навч. вид. довід. характеру / упоряд. М. В. Елькін [та ін.] ; ред. М. І. Приходько; Мелітопольский держ. педагогічний ун-т ім. Б.Хмельницького. — Мелітополь: Видавничий будинок ММД, 2008. — 159 с.
- М. В. Елькін, М. М. Головкова, А.А, Коробченко. Історія педагогіки: навчальний посібник. — Мелітополь: ТОВ «Видавничий будинок ММД», 2009. — 204 с. — Рекомендовано Міністерством освіти і науки України як навчальний посібник для студентів вищих навчальних закладів.
- Педагогіка вищої школи і вищої освіти: курс лекцій для магістрів: підручник. — Мелітополь: ТОВ «Видавничий будинок ММД», 2009. — 316 с.
- Барліт О. О., Елькін М. В., Окса М. М. Основи стратегічного менеджменту в освіті: навч. посіб. — Мелітополь: МДПУ, ТОВ «ВИдавничий будинок ММД», 2009. — 256 с.
- Вища педагогічна освіти і наука України: історія, сьогодення та перспективи розвитку. Запорізька обл. / Ред. рада вид.: В. Г. Кооемень (гол.) [та ін.]; Ред-кол. тому: І. П. Аносов (гол.). — [та ін.]. — К.: Знання України, 2009. — 431 с.
- Бєльчева Т. Ф., Ізбаш С. С. Елькін М. В., Дюжикова Т. М., Солоненко А. М. Педагогічна майстерність сучасного вчителя: теорія і практика: підручник. — Мелітополь: ТОВ «Видавничий будинок ММД», 2010. — 364 с.
- «Формування професійної компетентності вчителя» / М. В. Елькін. — Х.: Вид. група «Основа», 2013. — 112 с. — (Бібліотека журналу «Управління школою»; Вип. 5 (125)).
- "Особливості використання сучасних педагогічних технологій у підготовці майбутніх вчителів: монографія.- Мелітополь: ТОВ «Видавничий будинок Мелітопольської міської друкарні», 2014. — 275 с.
- Основи навчально-педагогічних досліджень: навчальний посібни / І. П. Аносов, М. В. Елькін, М. М. Головкова, А. А. Коробченко. — Мелітополь: Видавничий будинок Мелітопольської друкарні, 2015. — 217 с.